# Suffield (Norfolk)
Suffield est un village et une paroisse civile du Norfolk, en Angleterre.